# الحساب (كتاب لديوفنطس)
الحساب (بالإغريقية: Ἀριθμητικά) هو كتاب ألفه عالم الرياضيات ديوفنطس الإسكندراني في القرن الثالث بعد الميلاد.